# Gónada (artillería)
Una gónada es una pieza artillera con un tamaño y alcance comprendido entre el de la carronada y el del cañón utilizada entre los siglos XVII y XIX.

## Descripción
Su nombre deriva de la voz inglesa gun (arma, cañón…), y también es válida su escritura como gunada y onada. La gónada, en proporción con una carronada del mismo calibre, tenía una mayor longitud del tubo del cañón, lo que le permitía un mayor alcance al proporcionarle una mayor velocidad de salida al proyectil, sin embargo, esta mayor longitud, también provocaba un mayor recalentamiento del arma.